# Bruce Fowler
Bruce Fowler (*10. července 1947) je americký pozounista a hudební skladatel. Byl členem skupin The Mothers of Invention, The Magic Band a Fowler Brothers Band. Ve skupině Mothers of Invention hrál i jeho mladší bratr Tom Fowler.

## Diskografie

### Frank Zappa
- Over-Nite Sensation - 1973
- Apostrophe (') - 1974
- Roxy & Elsewhere - 1974
- Bongo Fury - 1975
- Studio Tan - 1978
- Sleep Dirt - 1979
- You Can't Do That on Stage Anymore, Vol. 1 - 1988
- Broadway the Hard Way - 1989
- The Best Band You Never Heard in Your Life - 1991
- You Can't Do That on Stage Anymore, Vol. 4 - 1991
- Make a Jazz Noise Here - 1991
- Beat the Boots - 1992
- You Can't Do That on Stage Anymore, Vol. 6 - 1992
- Imaginary Diseases - 2006
- Trance-Fusion - 2006
- Wazoo - 2007

### Captain Beefheart
- Shiny Beast (Bat Chain Puller) - 1978
- Doc at the Radar Station - 1980
- I'm Going to Do What I Wanna Do: Live at My Father's Place 1978 - 2000

### The Toshiko Akiyoshi - Lew Tabackin Big Band
- Farewell - 1980
- From Toshiko With Love - 1981
- European Memoirs - 1982

### Eric Clapton
- The Road to Escondido - 2006

### Stu Nevitt
- The Marion Kind - 2007

### Jon Larsen
- Strange News from Mars - 2007

### Stan Ridgway
- The Big Heat

### Sólo
- Entropy - 1995
- Synthetic Division - 1995
- Ants Can Count - 1995
- Inception - 2010